# جون ديزموند
وُلدالقديس جون ديزموند أركيديكني - بتلر(بالإنجليزية: St. John Desmond Arcedeckne-Butler)‏ في 30 نوفمبر 1896 وتُوفي في عام 1959. جون هو ابن القديس جون هنري أركيديكني- بتلر وزوجته مود ابنة الكابتن ألبرت المال ليتل ستودهام التي تزوجها في عام 1896.
تلقى جون تعليمه في الولايات المتحدة وسويسرا قبل دخول بالكلية الملكية العسكرية بساندراست. وخدم في رويال مونستر وفوسيليير في عام 1915، ثم خدم في فرنسا وبلجيكا. كان واحدًا من الضابطين البريطانيين الشباب اللذين تم إرسالهما للدراسة المدرسة العليا للكهرباء بفرنسا بعد نهاية الحرب العالمية الأولى.
انتقل إلى فوج سوسيكس الملكي في عام 1922 ثم إلى فرقة المشاة الملكية في عام 1923.
كان المشرف على مؤسسة إشارات تجريبية بين عامي 1934 و 1939، كما كان عضوًا في الجيش في اللجنة الفرعية التجريبية لمجلس التلغراف اللاسلكي.
شغل رتبة عقيد في هيئة الأركان العامة في مكتب الحرب في عام 1940، ونائب المدير العام في وزارة التموين بشكل مؤقت بين عامي 1941 و1946.
حصل على رتبة الإمبراطورية البريطانية عام 1946في تكريمات أعياد الميلاد للعام الجديد. وتقاعد من الجيش في نفس العام، ثم عُيّن مديرًا لشركة روماري وشركاه المحدودة، وشركة ثرميونيك برودكتس المحدودة وغيرها من الشركات وعضوًا في اللجنة الاستشارية للإذاعة.
تزوج في عام 1929من بتلر اثيل هيلين ابنة الراحل العقدي أركان حرب ر. سيلبي ووكر، وأنجبا ابنان وابنة.